# Петровський Варфоломій
Варфоломій Петровський (1794 року, с. Підбірці, Львівський округ, Королівство Галичини та Володимирії, Австрійська імперія — ?) — селянин, політичний та громадський діяч Галичини середини XIX століття, посол до Австрійського парламенту 1848 року.
З 1811 року протягом 14 років ніс військову службу і дослужився до звання унтерофіцера. Після відставки був землеробом у Підбірцях.
Член Райхстагу від 10 липня до 15 жовтня 1848 року, коли подав у відставку через старість та інші фізичні недуги. Обраний від виборчого округу Винники.